# Лукашівська сільська рада (Липовецький район)
| Лукашівська сільська рада — орган місцевого самоврядування у Липовецькому районі Вінницької області з адміністративним центром у c. Лукашівка. Сільській раді підпорядковані населені пункти: - с. Лукашівка - с. Берестівка - с. Нарцизівка - с. Ясенки - с-ще Ясенецьке |

## Склад ради
Рада складається з 16 депутатів та голови.

## Керівний склад сільської ради
| ПІБ                          | Основні відомості                                                         | Дата обрання | Дата звільнення |
| ---------------------------- | ------------------------------------------------------------------------- | ------------ | --------------- |
| Лебідь Олександр Васильович  | Сільський голова, 1960 року народження, освіта, безпартійний              | 26.03.2006   | 31.10.2010      |
| Слободянюк Микола Григорович | Сільський голова, 1955 року народження, освіта вища, член Партії регіонів | 31.10.2010   |                 |

Примітка: таблиця складена за даними джерела